# Carpena (Riccò del Golfo di Spezia)
Carpena è una frazione di 26 abitanti nel comune di Riccò del Golfo di Spezia, nella bassa Val di Vara, in provincia della Spezia.
(Carlo Caselli)

## Origine del nome
Il toponimo "Carpena" potrebbe derivare da "carpinus", forma dialettale di carpino, specie arborea presente nella zona.

## Geografia fisica
Il borgo, situato a 498 metri s.l.m tra i monti Parodi e Bermego, è raggiungibile sia dal borgo di Cozzano che da quello di Porcale.

## Storia

### Età Antica
Il borgo è senza dubbio uno dei più antichi del territorio comunale: scavi archeologici condotti fra il 2004 e il 2005  hanno restituito una consistente quantità di materiali archeologici, tra cui un cospicuo complesso di manufatti ceramici ascrivibili al Bronzo finale, rinvenuto in lembi di deposito accumulatisi all’interno di una sacca rocciosa. 

I materiali più significativi, contraddistinti da un impasto grossolano con presenza di gabbri, sono riconducibili a vasellame decorato da cordoni, da fasci di solcature e incisioni, che trovano confronti nei contesti dei castellari della Liguria orientale come Zignago e Vezzola e con i manufatti provenienti dallo strato F, sottostante la necropoli di Chiavari.
Sebbene lo scavo archeologico non abbia portato all’individuazione di elementi strutturali dell’insediamento, l’ubicazione del sito a controllo di un ampio territorio circostante, alla testata della valle che conduce dal Golfo della Spezia verso la Val di Vara, è assimilabile a quella di altri insediamenti liguri identificati come castellari.
Le indagini sul sito di Carpena hanno accertato la rioccupazione della sommità attorno al II secolo a.C., quando l’area è ormai inserita nel sistema di controllo territoriale posto in essere dai Romani in seguito alla deduzione della colonia di Luni. Lo scavo condotto all’interno della cripta della chiesa ha restituito materiali ceramici rappresentati da olle e recipienti fini da mensa. 

Per quanto concerne i contenitori da trasporto si segnalano frammenti di anfore greco-italiche, che attestano legami commerciali con l’area tirrenica, e un orlo di mortaio. Meno cospicui i reperti metallici, costituiti da un bottone in bronzo a forma di imbuto – che trova confronti con analoghi reperti in area ligure fra la fine del III e il I secolo a.C. – e un frammento di molla di fibula negli schemi del tardo La Tène.

### Età Medievale
La prima effettiva citazione storica si trova negli Annali di Caffaro nel 1165, quando il borgo era dominato dal signore Enrichetto della Turca, il quale, schieratosi con Pisa nella guerra contro Genova, fu costretto a lasciare in fretta e furia il castello prima dell’arrivo di Simon Doria che, sbarcato nottetempo all’approdo di Vernazza con una folta schiera di armati, risalì a Carpena percorrendo l’antico tracciato conducente a Portovenere. La conseguenza di tale incursione fu l’incendio del primitivo castrum, che verrà successivamente ricostruito.
Nel XII secolo Carpena divenne sede di un Podestà con giurisdizione su un ampio territorio, incluso l'allora burgus Spediae. Nel 1221 il borgo di Carpena viene venduto dal suo signore Giovanni della Turca a Ottobono Fieschi, futuro papa Adriano V, mentre in occasione del contrasto tra Genova e l'imperatore Federico II nel 1241 Carpena si ribella a Genova e nel 1245 il castello diviene possesso di Oberto II Pallavicino, vicario dell'imperatore.
Pochi anni dopo il conte Nicolò Fieschi riunì anche Carpena agli altri suoi possedimenti nel Levante ligure nell'intenzione di crearsi così una propria Signoria alla quale assegna Spezia come capitale nel 1252; Genova non tollerò l'instaurarsi della Signoria del Fieschi e nel 1273 inviò Oberto Doria alla conquista della Spezia per ristabilire l'ordine.
Carpena colse l'occasione, "tradì" il conte Fieschi e, assieme a Vezzano, giurò fedeltà alla Repubblica genovese (altri borghi come Polverara si opposero invece al dominio genovese, venendo sottomessi). 
Carpena venne quindi elevata al rango di Podesteria nello stesso 1273, conseguendo così potere di giurisdizione su tutti i borghi vicini e in particolare sul borgo della Spezia.
Spezia andava però crescendo d'importanza, tanto che già nel 1343 venne elevata anch'essa a Podesteria dal doge Simon Boccanegra, sotto richiesta dell'allora sindaco della Spezia Benedetto Perdomo, con giurisdizione sui borghi di Vesigna, Tivegna, Isola, Follo, Valeriano e Bastremoli; sarebbero rimasti invece sotto il dominio carpenese i borghi di Codeglia, Quaratica, Debbio e Pozzo (località di San Benedetto), Pegazzano, Fabiano, Biassa, Campiglia, Riomaggiore, Manarola, Polverara, Carnea e Castiglione.
Si creò una crescente competizione tra le due podesterie: Carpena permase legata ad un'economia agricola mentre Spezia si legò più fortemente all'attività marittima e commerciale. L'8 giugno 1371, nella chiesa di Santa Maria Assunta, la Repubblica genovese arrivò infine a decretare Spezia come unica Podesteria per tutto il territorio, scatenando le ire dei carpenesi.
Le rivalità tra i due centri continuarono e Carpena decise di ribellarsi cogliendo l'opportunità di unirsi a Firenze  contro Genova nel 1411.
La reazione di Genova fu durissima: il capitano del Popolo Antonio Doria inviato da Genova sbarcò a Vernazza con sette galee e ben 1500 uomini, risalendo la montagna assieme a contingenti spezzini, sarzanesi e lunensi per portarsi a Carpena dove, dopo aver cercato una trattativa con gli anziani, prende d’assedio il borgo che dopo un'eroica resistenza deve capitolare. È l'aprile del 1412: Carpena è rasa completamente al suolo. Nello scontro rimangono uccisi 500 carpenesi e 22 caduti prigionieri vengono impiccati agli alberi delle galee del Doria ancorate nel Golfo.
I pochi sopravvissuti all'eccidio andarono a popolare il sottostante borgo di Castè (ove un tempo si trovava la porta d'ingresso al castrum carpenese), essendogli stato impedito dalla Repubblica di tornare a vivere a Carpena.

### Età Moderna
Il colle rimase disabitato per qualche tempo fino a quando, circa un secolo dopo, vi nacque il pittore Antonio da Carpena detto appunto "il Carpenino"; la rinascita della piccola comunità è suggerita dalla sua citazione nella Caratata genovese del 1607 (il borgo non viene invece nominato in quella del 1531 ad opera di Agostino Giustiniani) in cui il comprensorio di Carpena, Castè e Codeglia contava 343 abitanti, e fu sancita dalla stesura dei Capitoli campestri della Comunità nel 1615 e nel 1627, segno che la nascita del paesino formato da poche decine di case coloniche visibile attualmente è da collocarsi alla prima metà del XVII secolo.

## Monumenti e luoghi d'interesse

### Architetture religiose
- Chiesa parrocchiale di San Nicolò di Bari, risalente al 1760 circa.[6]

### Architetture militari
- Sito archeologico del castello di Carpena;[7]